# Schradera korthalsiana
Schradera korthalsiana är en måreväxtart som först beskrevs av Friedrich Anton Wilhelm Miquel, och fick sitt nu gällande namn av Puff, R.Buchner och J. Greimler. Schradera korthalsiana ingår i släktet Schradera och familjen måreväxter.

## Underarter
Arten delas in i följande underarter:
- S. k. korthalsiana
- S. k. robusta